# NGC 5275
NGC 5275 (другие обозначения — MCG 5-32-67, IRAS13546+2924, ZWG 161.124, VV 543, PGC 48544) — линзообразная галактика (S0) в созвездии Гончие Псы.
Этот объект входит в число перечисленных в оригинальной редакции «Нового общего каталога».